# Проголошення республіки Туреччина

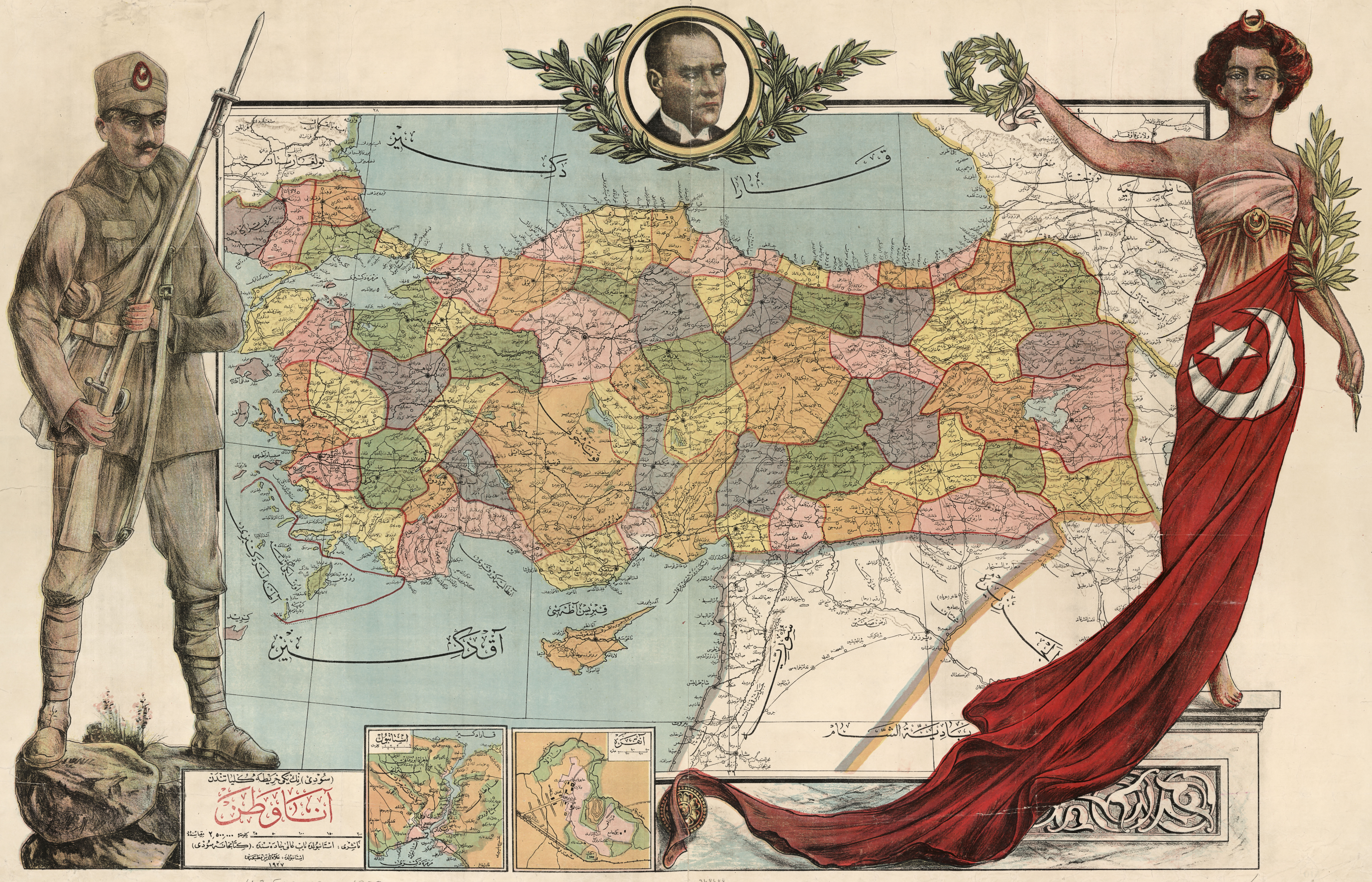
Карта Туреччини 1927 року, яка була опублікована до реформи алфавіту. У 1939 році Туреччина анексувала державу Хатай.

Проголошення Республіки — юридично, Великим національним збором Туреччини ІІ семестру 29 жовтня 1923 р., Фактична сесія Мустафи Кемаля, підготовлена прийняттям запропонованої поправки до Конституції Держави Туреччини" республіки польської республіки".
Декларація республіки в її більш широкому розумінні є частиною турецької революції, яка спрямована на модернізацію турецького суспільства; це рух політичних реформ, який прокладає шлях для інших інновацій та реформ. 
Поправка до шести статей (статті 1, 2, 4, 10, 11 та 12) Закону про організацію 1921 р. Та Закону про внесення змін до Закону 364 від 29 жовтня 1339 (1923). зроблено; Першу статтю було змінено так: 
"Панування та влада - це умова нації. Вона ґрунтується на тому, що люди адміністративної адміністрації керують долею особисто та фактично. Форма державного уряду Туреччини — республіка ". 
З поправками, внесеними в інші статті Конституції, було встановлено президентство; Президент Туреччини буде забезпечений Великою Національною асамблеєю, обраною з числа її членів; порядок створення уряду було змінено. У плані встановлення уряду парламентська система була прийнята шляхом відмови від парламентської системи уряду . 

## Фон
Османська держава була абсолютною монархією до 1876 року.  У цей період інститут султана зберігав абсолютну владу над народом. Хоча ідея республіки почала згадуватися, з періоду Танзимата, однак османська інтелігенція не вимагала подальшого прогресу, і вважала достатнім встановлення конституційної монархії.
Після Першої світової війни, що призвела до розпаду Османської імперії, з перших років національної боротьби, яка була розпочата під керівництвом Мустафи Кемаля-паші було чітко заявлено, що в керівництві країною основним чинником буде воля народу. Ця основа вперше була озвучена в доповіді Конгресу Ерзурума, і опублікована 23 липня 1919 р. у статті 3: "Національні сили та національна воля є важливими факторами для прийняття суверенного рішення"
Асамблея, в якій конкретно викладеться національна воля, скликана в Анкарі 23 квітня 1920 року під назвою "Великі національні збори" після окупації Стамбула та розпуску Мебусанської асамблеї. Президента парламенту, який був забезпечений надзвичайними повноваженнями, також називали урядом і главою держави.
20 січня 1921 р. Асамблея прийняла Положення до Основного закону Конституційного характеру про суверенітет права, яке проголосило незалежність турецької нації. 
1 листопада 1922 року, як представник турецької нації, у відповідь на прийняття закону про незалежність,  парламент скасував правління Османського султанату.
1 квітня 1923 року після того, як перша асамблея вирішила відновити вибори і розпустилася, підготовка до нової конституції розпочалася з директивою Мустафи Кемаля до скликання нової асамблеї.  Чинна конституція підтвердила, що національна власність буде турецькою нацією, що повноваження представляти цю волю в ім'я нації було надано Парламенту, але вона не декларувала державу та столицю держави.  Під час підготовки до нового проєкту конституції Мустафа Кемаль провів переговори з керівниками і впливовими людьми країни про проголошення Республіки.  
22 вересня 1923 року Мустафа Кемаль вперше дав репортеру Вібера Нойє Фрі Прессе розгорнуте інтерв'ю, а його турецьке резюме було вперше опубліковано в газеті «Ікдам».  У жовтні 1923 року Ісмет Паша та група мебусів запропонували закон про прийняття Анкари як урядового центру. Анкара стала столицею штату за законом про одну статтю, прийнятим у Великій Національній асамблеї Туреччини 13 жовтня 1923 року. Цим законом, який завершив боротьбу за те, що державним центром стане Стамбул, було зроблено крок для проголошення Республіки.

## Процес

### Урядова криза
З 1 листопада 1922 року країною, де більше не було правління, керував парламент. У цій системі правління кожен міністр обирався парламентом, ведучи до форми правління, де збиралися несумісні люди; були також тривалі дебати для кожного міністерства.  Члени Виконавчої ради депутатів, які були створені після обрання нової Асамблеї, скаржилися на труднощі роботи в цих умовах. Слабкість уряду стала очевидною 23 жовтня. Фетхі Бей, також заступник начальника делегації внутрішніх справ, який також був заступником з внутрішньої медицини, хотів залишити заступника з внутрішньої медицини Феріт Тек Бей, але асамблея не прийняла цього і обрала Ерзінджана заступником Фікс Бея . Віце-президент Великої національної асамблеї Туреччини Алі Фуат Бей також хотів відмовитись та висунув натомість Юсуфа Кемаля бея, але він не прийняв збори та обрав Рауфа Бея .  
Після цього спікер парламенту Мустафа Кемаль зібрав уряд ввечері 25 жовтня 1923 року в Чанкаї. На засіданні було вирішено, що Рада депутатів подає у відставку та не бере участі у новообраній Раді депутатів.  Таким чином, була створена урядова криза, щоб країна увійшла в режим проголошення  республіки. [джерело?]

### Проєкт змін до Конституції
Після того, як відставку Ради депутатів було прочитано у Великій Національній асамблеї Туреччини 27 жовтня 1923 року, розпочалася робота щодо створення нового комітету. Не було результату зусиль опозиції створити новий уряд. Мустафа Кемаль-паша, який приймав Ісмет-пашу, Фетхі-бея, Казім-пашу, Кемалеттін Самі-пашу, Халіт-пашу, депутата з Ризе Фуата та депутата з Аффіона Русена Ешрефа Бея, як гостей, зустрівся 28 жовтня у особняку Чанкая. і сказав своїм гостям: " Ми оголосимо Республіку завтра ". Після трапези Мустафа Кемаль-паша та Ізмет-Паша підготували проєкт закону разом. [джерело?]

### Засідання групи Народної партії
Група « Народна партія », яка скликалася в зборах вранці 29 жовтня 1923 року, розпочала переговори про зміну кабінету. Коли переговори зірвалися, було вирішено призначити Мустафу Кемаль-пашу для вирішення питання. Мустафа Кемаль, який попросив на годину відпустки на вирішення, пішов на трибуну через годину і заявив, що якщо уряд - це республіка, уряд не постраждає від кризи, а режим повинен бути зареєстрований як республіка, і форма управління повинна бути влаштована відповідно. Після виступів на засіданні вся пропозиція була прийнята, прочитавши статті, а потім статті окремо.  

### Засідання Асамблеї
Відразу після засідання Народної партії відкрилося засідання зборів. Поки парламент був зайнятий іншими питаннями, запропонований законопроєкт був належним чином розглянутий та підготовлений Законодавчою радою.  [джерело?]  У законі зазначено, що багато спікерів кажуть "Хай живе Республіка!" Приймаються його виступами, аплодували їх голосами.  [джерело?]  Тоді відбулися президентські вибори. Заступник Анкари Газі Мустафа Кемаль був обраний одноголосно 158 членами. [джерело?]